# Râul Dăneasa, Surdu
Râul Dăneasa este un curs de apă, afluent al Râului Surdu. 